# Wegweiser (Gröpern, Quedlinburg)

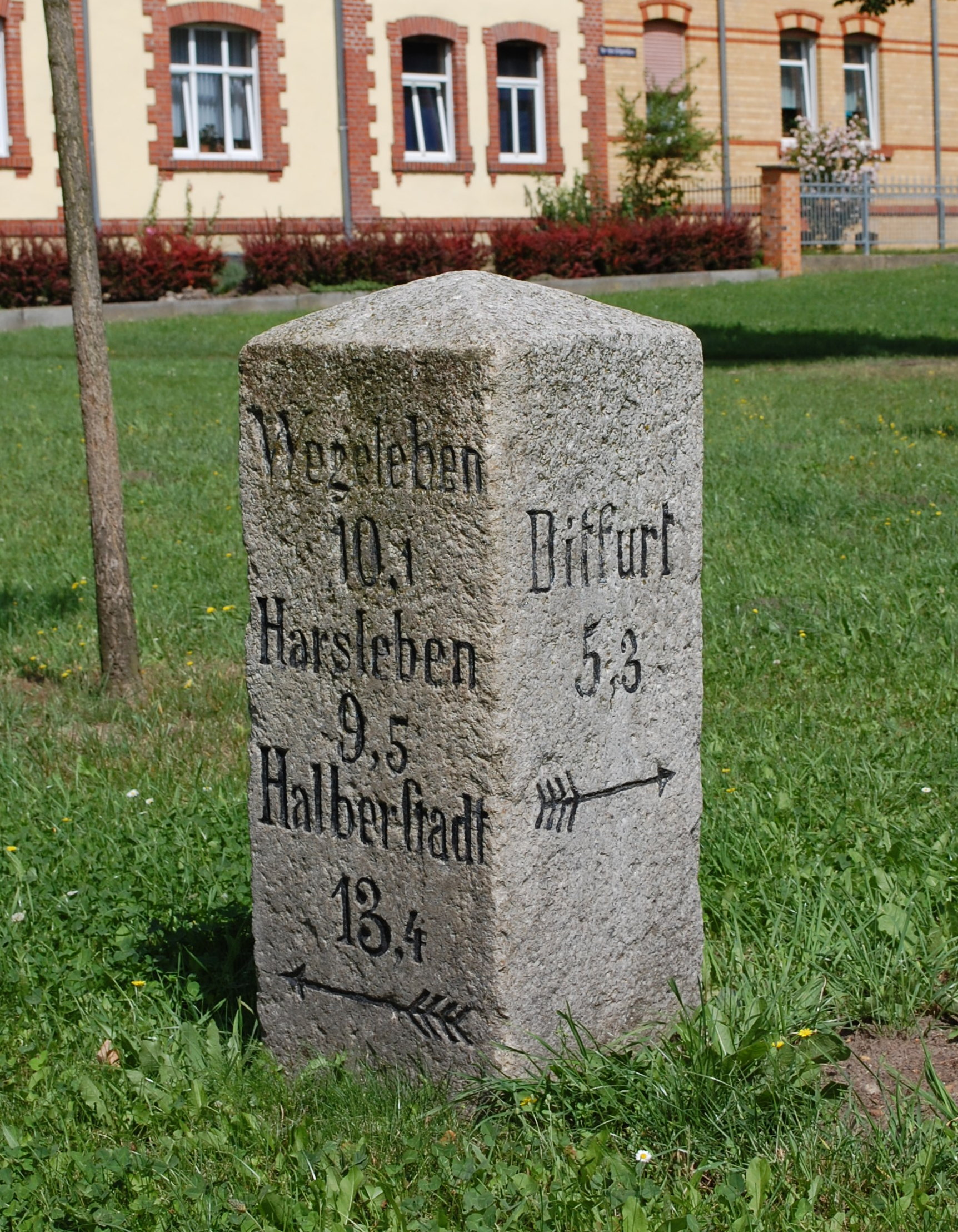
Wegweiser

Der Wegweiser in der Straße Gröpern ist ein denkmalgeschützter Wegweiser in Quedlinburg in Sachsen-Anhalt.

## Lage
Der im Quedlinburger Denkmalverzeichnis eingetragene Wegweiser (Erfassungsnummer 094 46401) befindet sich nördlich der Quedlinburger Altstadt an der Einmündung der Straße Vor dem Gröperntor in die Straße Gröpern.

## Anlage und Geschichte
Der kleine Pfeiler besteht aus Granit und wurde vermutlich in der Zeit um 1900 von der Stadt Quedlinburg an einem vorstädtischen Kreuzungspunkt aufgestellt. Er trägt auf zwei Seiten Inschriften, die auf nahe gelegene Orte verweisen. Auf der einen Seite wird angegeben: Wegeleben 10,1 Harsleben 9,5 Halberstadt 13,4. Auf der anderen Seite steht: Ditfurt 5,3. Die Zahlenangaben sind Kilometerangaben. Unter den Inschriften befindet sich jeweils ein Pfeil, der die Richtung angibt.